# Belmonte Mezzagno
Belmonte Mezzagno (u Minzagnu in dialetto palermitano) è un comune italiano di 10 704 abitanti della città metropolitana di Palermo in Sicilia.
Fa parte dell'area metropolitana di Palermo, benché non ci sia alcuna continuità urbana fra il centro urbano e il proprio capoluogo, essendo separati dalla barriera orografica di Monte Grifone. Belmonte fu fondata da Giuseppe Emmanuele Ventimiglia, Principe di Belmonte nel 1752 XVIII secolo, in seguito alla licentia populandi richiesta ed ottenuta da re Carlo III di Borbone il 18 aprile del 1752.

## Geografia fisica

### Territorio

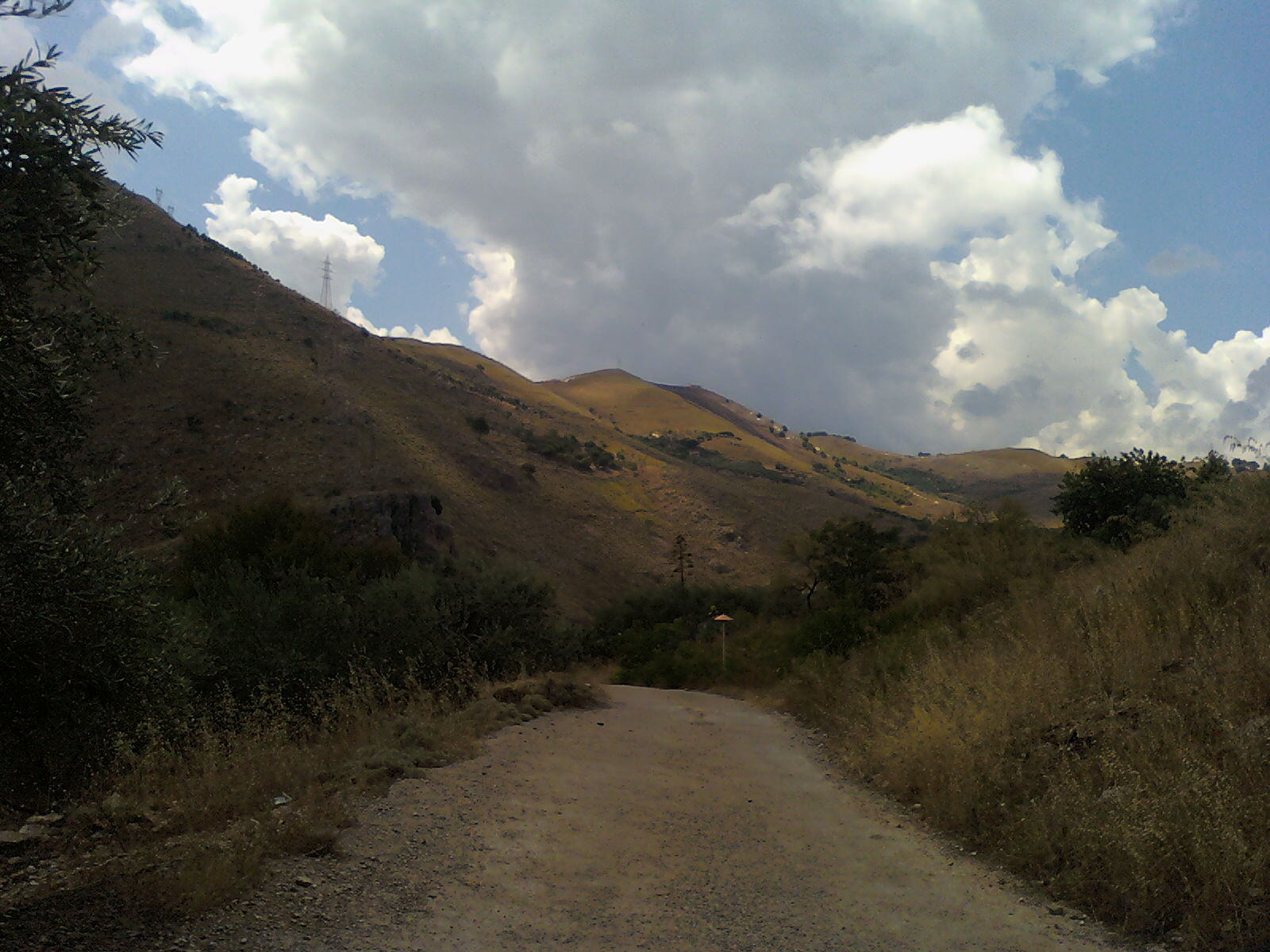
Paesaggio belmontese

Belmonte Mezzagno è una cittadina situata ai piedi del pizzo "Belmonte" (a ovest) dal quale prende il nome. Dista circa 13 km dal centro del capoluogo. È anche circondata dai rilievi di Pizzo Neviera a sud-ovest, dalle colline delle Montagnole a est e dal rilievo di Monte Santa Caterina, prolungamento del Monte Grifone a nord, che contribuiscono a creare una sorta di anfiteatro naturale intorno al centro urbano.
L'unico accesso a Belmonte era dato una volta da una mulattiera che percorreva la valle nota come la Scala la quale collegava Belmonte a Palermo. Belmonte è attraversato dal torrente Landro o Oleandro che confluisce più avanti nel fiume Eleuterio. Nelle vicinanze della cittadina si trovano le località di soggiorno di Gibilrossa e Piano Stoppa appartenenti per la maggior parte al comune di Misilmeri, mentre parte integrante del territorio belmontese, adiacente a Gibilrossa, è la località del "Fortino" nota anche per una certa presenza di archeologia bellica risalente all'ultimo conflitto mondiale. Altre località di soggiorno nell'ambito comunale sono la valle di Piano Casale - il cui territorio è estensivamente coltivato a ulivi - e SS. Salvatore il cui originario nome dialettale è u Sarbaturi.

### Clima

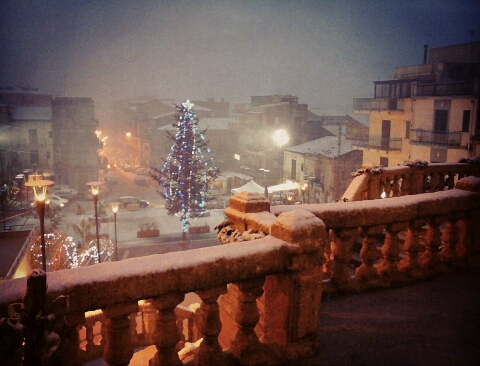
Piazza Garibaldi di sera con la neve del 2014

Tipico clima mediterraneo, con la stagione estiva calda e asciutta, inverno fresco e piovoso. Nella tabella sono elencate le temperature medie annuali massima e minima e le precipitazioni medie annuali.
La classificazione climatica è quella appartenente alla fascia C
| BELMONTE MEZZAGNO              | Gen | Feb | Mar | Apr | Mag | Giu | Lug | Ago | Set | Ott | Nov | Dic | Anno  |
| ------------------------------ | --- | --- | --- | --- | --- | --- | --- | --- | --- | --- | --- | --- | ----- |
| Temperatura massima media (°C) | 14  | 15  | 16  | 19  | 23  | 27  | 30  | 30  | 27  | 23  | 19  | 16  | 21,6° |
| Temperatura minima media (°C)  | 9   | 9   | 10  | 12  | 15  | 19  | 22  | 22  | 20  | 16  | 13  | 10  | 14,8° |
| Piogge (mm)                    | 100 | 94  | 78  | 58  | 24  | 14  | 6   | 21  | 45  | 100 | 94  | 107 | 741   |

## Origini del nome
Fino al 1776 il nome del comune era Mezzagno, da quella data in poi assunse la denominazione Belmonte, nel 1864 fu nuovamente aggiunto il nome Mezzagno. Il primo nome è dall'omonimo pizzo Belmonte (740 m s.l.m.) che sovrasta la città, sul secondo nome l'ipotesi più probabile secondo il nuovo vocabolario della lingua siciliana significherebbe Erba da pascolo, add. Dicesi di terreni da erba in su le falde dei monti, quasi in mezzo tra pianure e montagne.

## Storia

### Il feudo
Le prime notizie certe del feudo Menzagno risalgono al 2 ottobre 1439, quando viene citato nel testamento di Pietro di Afflitto. In esso si dice: “Essere stato posseduto il detto Feudo da’ suoi antichi”.
Pietro lo trasmise ai suoi discendenti in linea primogeniale maschile, succedettero:
- Baldassarre d'Afflitto fu Pietro.
- Pietro d'Afflitto fu Baldassarre (1441).
- Baldassarre d'Afflitto fu Pietro (1462) morto in minore età; gli succedette il fratello.
- Nicolò Antonio d'Afflitto fu Pietro (1462).
- Pietro d'Afflitto fu Nicolò Antonio (1534).
- Vincenzo d'Afflitto fu Pietro (1564);
- Pietro d'Afflitto fu Vincenzo (1576).
- Vincenzo d'Afflitto fu Pietro (1595).

Alla morte di Vincenzo, alla moglie Elisabetta Morso, fu concesso il titolo di Principessa da Filippo IV il 2 settembre 1627. Questo avvenne dopo che il figlio dei due, Marchisio d'Afflitto, battezzò la Baronia definendola Principato di Belmonte, atto inserito nel Real privilegio di popolare il feudo (licentia populandi) concesso dal re il 22 agosto 1625. Nonostante l’ottenimento della Licentia, il principe Marchisio non riuscì a popolare il feudo di Belmonte.
Essendo morto senza figli, a Marchisio successe il fratello Alvaro. Egli sposò Giovanna Alliata, dal loro matrimonio nacque Isabella.
Ella sposò Agesilao Bonanni, Morta Isabella senza figli, il titolo fu ereditato dal cugino Vincenzo (1648). Egli sposò Ninfa Bellacera, dal loro matrimonio nacque Gerardo Melchiorre d'Afflitto. Questi sposò Giovanna Gaetani e dal loro matrimonio nacque Ninfa d'Afflitto, ultima erede della casata.
Ninfa d'Afflitto sposò Francesco Ventimiglia separando i destini di Belmonte da quelli della famiglia d'Afflitto. infatti, da allora il feudo Belmonte passò tra i possedimenti della nobile famiglia Ventimiglia.

### Simboli
Lo stemma del comune, concesso il 6 aprile 1987 con decreto del presidente della Repubblica, è stato così descritto dallo statuto comunale:
Il gonfalone è un drappo di bianco.
Per l'utilizzo dello stemma comunale corretto si rimanda al sito internet dell'Ente, in quanto il presenta risulta errato in alcune parti.

## Monumenti e luoghi d'interesse

### Architetture religiose

#### Chiesa Madre

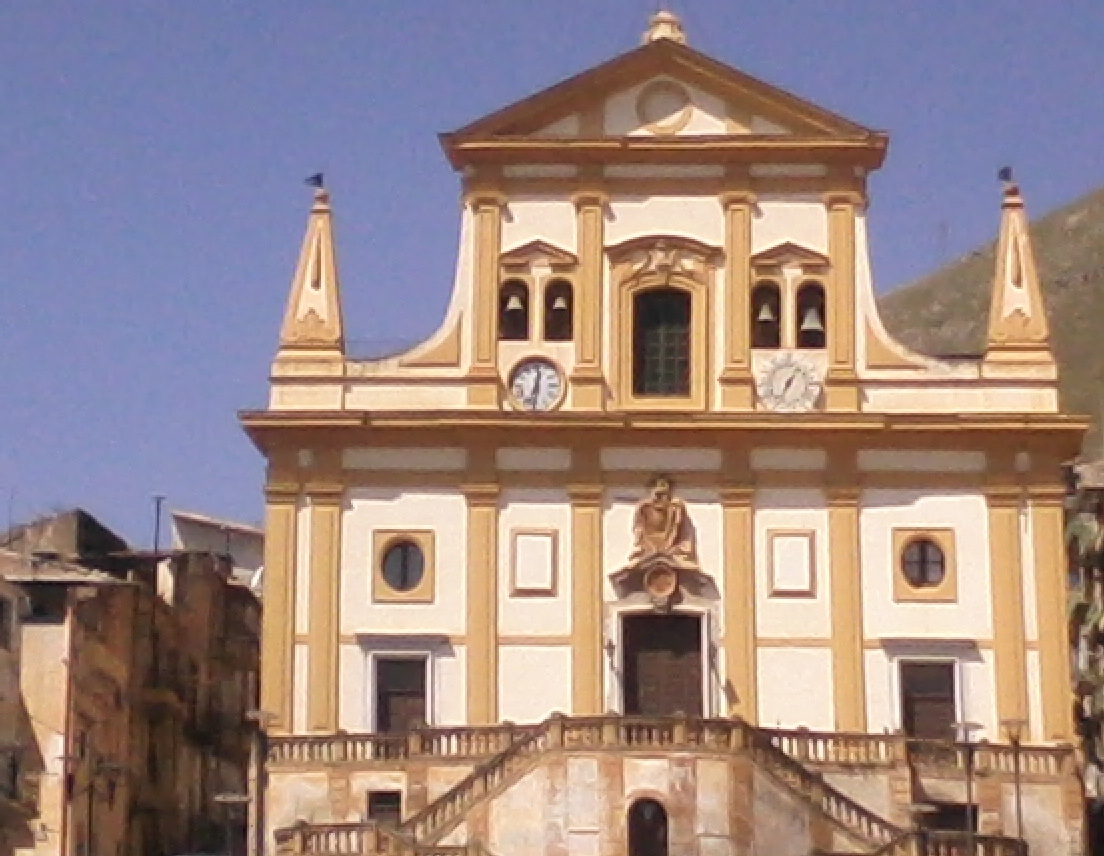
Chiesa Madre del SS. Crocifisso

La Chiesa Madre (1756)  è dedicata al SS. Crocifisso e si trova in piazza Garibaldi, la piazza principale del paese.
La chiesa è collocata nella parte superiore della piazza principale, nel centro del comune. Artisticamente c'è da notare il Prospetto imponente ma equilibrato e un'originale scalinata a due bracci, scalone realizzato sulle orme delle ville settecentesche, che si rifà ai temi del tardo barocco, a cui del resto si ispira tutto il prospetto.
Il corpo della chiesa ha una superficie di 200 mq; la facciata si innalza per circa 30 m. La costruzione della chiesa, iniziata nel 1752, è stata completata dopo 4 anni. È stata eretta canonicamente il 26 febbraio 1756 ed intitolata al SS. Crocifisso.
Il 29 ottobre 2016, con una celebrazione solenne, è stata dedicata dall'Arcivescovo Metropolita di Palermo, mons. Corrado Lorefice, dopo il completamento dei lavori di restauro voluti dall'Arciprete Mons. Calogero D'Ugo.
Di notevole pregio, al centro del prospetto sopra il portale, è lo stemma dei Ventimiglia. Ai lati di esso il Principe di Belmonte, tenne molto alla posa di due lastre marmoree, recanti delle iscrizioni che ne ripercorrono la storia:
Normanno, Svevo, Aragonese.
All'Altare del suo tempio
costruito nel proprio feudo, perché ogni giorno si celebrassero i Sacri Misteri a Dio Ottimo Massimo in perpetuo istituì.
Giuseppe Emanuele Ventimiglia
Conte di Albitemeli, di Collesano 
di Gratteri, di Lascari e S. Stefano, 
Principe di Belmonte, 
Primo dell’ordine dei Grandi di Spagna
Cavaliere di S. Gennaro.
Tre volte questore e due volte pretore nella città Palermitana, uno dei dodici pari del regno, ambasciatore regio ai Veneti, supremo prefetto del Re Carlo dalla Nascita, 
della casa del Re Ferdinando. 
Edificata la città, accolti gli abitanti, questo tempio innalzò dalle fondamenta.
 
L'interno della chiesa, a navata unica, è arricchito all'abside, da un magnifico Crocifisso ligneo (280 × 160 cm), commissionato da Giuseppe Emmanuele Ventimiglia che ne curò personalmente la realizzazione. Giunse a Belmonte nel settembre 1774.
Insieme a quello di Belmonte ne fece realizzare un altro, leggermente più piccolo, per la chiesa di S. Nicolò Tolentino a Santo Stefano di Quisquina(AG): altro borgo presente nei suoi possedimenti.
Il Crocifisso ligneo, sofferma lo sguardo dell'osservatore su un Cristo morente, quindi sofferente ma ancora vivo, mentre volge lo sguardo al cielo.
Notevoli sono i due altari, nelle pareti laterali della chiesa: su di essi si trovano due grandi tele commissionate dal principe nel 1775, al pittore Antonino Manno, raffiguranti una la Sacra Famiglia e Santa Rosalia.
A metà navata, sulla destra, è visitabile il battistero con l'opera lignea di San Giovanni Battista, sulla sinistra vi è la cappella dedicata all'Immacolata Concezione.
Uscendo, nella parte alta, è visibile il coro e l'imponente organo a canne.

Chiesa delle Anime Sante del Purgatorio
Oltre alla chiesa madre è da citare la chiesa delle Anime Sante del Purgatorio, (1843) con l'attiguo convento delle Suore cappuccine dell'Immacolata di Lourdes, prima casa aperta dalla fondatrice dell'ordine Maria di Gesù Santocanale.

#### Madonna dei Poveri

Chiesa della Madonna dei Poveri

La chiesa venne edificata nel 1930, dopo che, l'anno prima, veniva demolita la precedente chiesa della Madonna dei Poveri a causa di gravi carenze strutturali. La costruzione di tale chiesa era terminata nel maggio 1865. La venerazione alla Madonna dei Poveri avveniva attraverso l'affresco che si trova nell'abside alla destra dell'altare, affresco che si trovava anche nell'antica chiesa. a lei rivolgevano la preghiera le persone più povere, coloro a cui mancava il necessario per il loro sostentamento. Non solo quelli a cui mancava il pane, ma anche dei poveri in spirito, cioè coloro che erano lontani dalla fede.
Con l'arrivo delle prime pandemie, soprattutto del colera, quando i belmontesi capirono che il contagio avveniva non solo tra viventi, ma anche avendo contatto con i morti dovuti a tale patologia, cominciarono a seppellirli intorno alla chiesa. Ciò avvenne durante le epidemie di colera del 1848 e del 1884-85 e durante quella della febbre spagnola del primo decennio del novecento.
Successivamente all'affresco venne aggiunto l'antico quadro che venne posizionato nell'abside realizzato dal Maestro Bottino nel 1929, la profonda devozione a questa immagine spinse i belmontesi a ricorrere alla Madonna dei Poveri nei periodi di siccità o di gravi carestie; ciò avveniva con processioni che partivano dalla chiesa madre per raggiungere la chiesetta. Allora non era facilissimo come lo è adesso, infatti per raggiungerla vi era soltanto un sentiero spesso immerso nel fango.
Negli anni si sono susseguiti i lavori di restauro, i più importanti sono stati quelli promossi da Andrea Piraino nel 1966 e nel '70, e quelli promossi dalla Parrocchia che hanno dato un meraviglioso volto alla chiesetta sia fuori che dentro, dove è stato realizzato un quadro che ha sostituito il precedente, che è stato posizionato in sacrestia. Lavori che si sono conclusi nell'aprile 2017.

#### Madonna del Rosario

cappella della Madonna del Rosario

Tutto nasce dalla devozione a un dipinto che ritrae la Madonna del Rosario con accanto san Domenico in ginocchio, è stato trovato tra i sassi nel terreno antistante la chiesetta (al di sotto della strada) nel 1921 da dei contadini impegnati in lavori in quel fondo. Gli operai lo calcolarono come una cianfrusaglia e lo posero con poco interesse lontano da lì, l'indomani mattina, misteriosamente, il quadro venne ritrovato nello stesso punto dove era stato trovato il giorno prima. Non facendo particolare attenzione all'accaduto, i contadini lo tolsero nuovamente da lì; l'indomani stessa storia: il quadro di nuovo lì. A questo punto quegli uomini capendo che non si trattava di un quadro come tutti gli altri, costruirono una cappella — ancora rintracciabile all'interno della chiesa, entrando sulla sinistra — e ve lo posero.
Qualche tempo dopo, il proprietario del terreno dove sorgeva la cappella decise di costruire, con l'aiuto di 9 operai, la piccola chiesetta che ancora possiamo ammirare, posizionando il quadro nell'abside.
Col passare degli anni, alcuni devoti decisero che sarebbe stato meglio posizionare nell'abside una statua che riproducesse il soggetto del dipinto, cosi fecero: scavarono una nicchia dietro l'altare, vi posero la statua coprendo l'abside con un vetro, poi tolto, e misero il quadro in un piccolo altare laterale.

### Architetture civili

#### Lo Stagnone
Lo Stagnone era un'importante opera idraulica ipogea del XVIII secolo che serviva per approvvigionare il paese. Venne costruito a ridosso della matrice e progettato da Giovanni Battista La Licata per volere del Principe Giuseppe Emanuele Ventimiglia .Oggi è un vano libero di 350 m² ed è stato restaurato dal comune che ha provveduto a creare anche l'accesso indipendente da via Stagnone; intitolato al magistrato Paolo Borsellino (in quanto originario di Belmonte da parte della nonna materna) ha ospitato il Museo dell'Acqua. ed oggi è un luogo per lo svolgimento di eventi culturali e mostre. 

#### Fontane
Abbeveratura Vecchia, abbeveratoio risalente al 1902, sito in piazza Tenente Chinnici

#### Ville comunali
Villa comunale Madre Teresa di Calcutta, zona via Michelangelo Buonarroti. A pochi metri vi è l'altra, dedicata a San Michele Arcangelo a motivo della pittura su mattonelle posta sul muro laterale.

### Aree naturali
Nel territorio belmontese sono presenti diverse grotte di origine carsica: Antro scala dei Muli, Grotta dei Laghetti, Pozzo Fiandra, Pozzo Landro, Sette Camere, Zubbietto Pizzo Neviera, Zubbio.

## Tradizioni locali
Belmonte Mezzagno è di fondazione più recente rispetto ad altri comuni contigui (seconda meta del '700) e questo ha significato che il centro del palermitano ha gradualmente assorbito popolazione dall'esterno, anche grazie alla prossimità del capoluogo regionale, in modo dinamico. Pur essendo confinante con il capoluogo, Belmonte è però riuscita a mantenere una propria atmosfera peculiare senza trasformarsi in un classico "comune-dormitorio" tipico di molte aree prossime a grandi concentrazioni urbane.
A causa di questa fondazione recente anche le tradizioni sono abbastanza recenti (ad esempio, mentre la tradizione della "Vampa di San Giuseppe" (vedi oltre) ha un'origine cristiana recente mancano riti folkloristici ancestrali di origine anche occulta o leggende di origine rurale millenaria o plurisecolare connessi con il paganesimo presenti altrove in Sicilia, come il celebre Ballo dei diavoli di Prizzi); dette tradizioni locali, che riguardano più la fede religiosa che la superstizione, sono state preservate dagli abitanti perché considerate parte del proprio patrimonio culturale nonostante la trasformazione da centro prevalentemente agricolo a centro a economia diversificata.

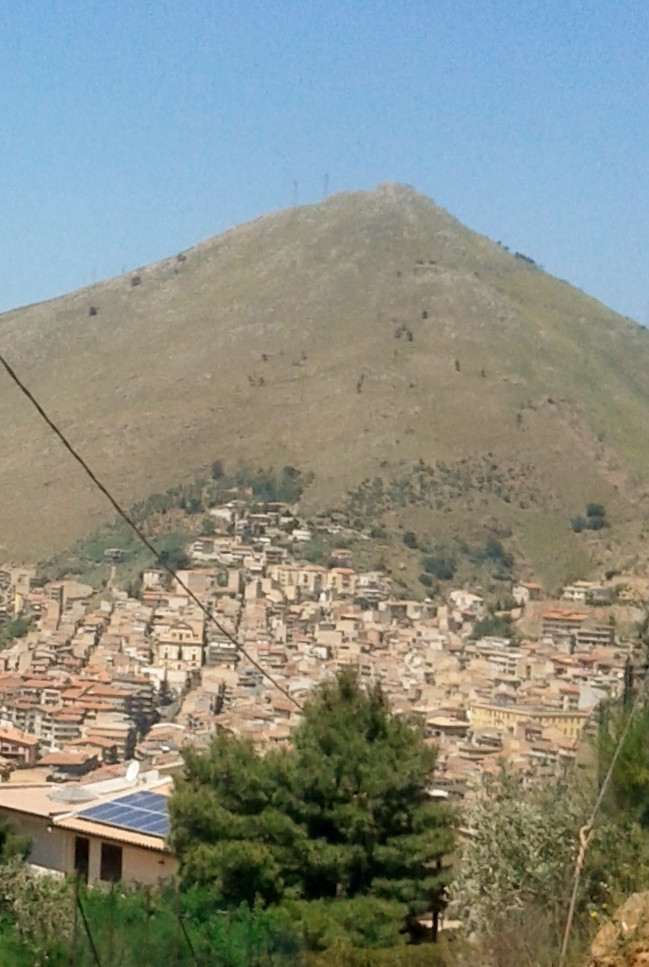
Pizzo Belmonte sullo sfondo, sovrasta il centro urbano

Una tradizione locale vuole che i cittadini si rechino il 3 maggio di ogni anno sul Pizzo Belmonte (detto la Santa Croce a causa della presenza di una Croce sulla vetta) per ricordare il Calvario di Gesù Cristo. Si tratta di una vera e propria escursione di tipo alpinistico data la natura impervia del Monte, il quale è cosparso di 13 cappelle che fungono da tappe della Via Crucis.
Altri due pellegrinaggi tradizionali erano quello del 7 ottobre alla Cappella del Rosario e quello alla Chiesa di Madonna dei Poveri in maggio.
Belmonte conserva anche diverse tradizioni ormai non più molto comuni nel resto della Sicilia, come la tradizione della Vampa di San Giuseppe, che consiste nell'accensione di una catasta di legna che viene piazzata in un ampio luogo appropriato; (piazza Giuseppe Mazzini) durante il rito vengono pronunciate delle invocazioni scandite ripetutamente in lingua siciliana locale rivolte proprio al Santo come omaggio devozionale finché la catasta non viene consumata dal fuoco. Ciò avviene la vigilia del 19 marzo. Organizzato dalla confraternita di San Giuseppe.
Il centro del Palermitano mantiene anche la tradizione delle Confraternite, associazioni cattoliche consacrate a diverse figure religiose come santi o rappresentazioni varie di Gesù Cristo o di Maria di Nazareth le quali sono molto presenti nella vita sociale di molti cittadini. Queste si occupavano, in passato anche dell'accompagnamento dei defunti appartenenti alla propria confraternita lungo il corteo funebre dalla Parrocchia del SS.Crocifisso al Cimitero Comunale, una pratica molto comune a Belmonte, snodandosi quindi per le vie principali del centro urbano e di alcuni compiti legati al funerale della persona deceduta. Esse precedono il feretro nel corteo funebre, appena dopo la banda musicale (con una marcia funebre) che a sua volta apre il corteo funebre.
Le confraternite diffondono anche l'annuncio dei compiti e obblighi dei confratelli attraverso un banditore che gira per le vie. I membri della Confraternita del SS. Crocifisso (o in dialetto, I Fratelli r'u Signuri) hanno il compito particolare di presiedere ad alcuni momenti religiosi della Settimana Santa in parrocchia, dopo la Messa "In Cœna Domini" a turno e in maniera continuata durante la notte, indossando un cappuccio appuntito che ricopre interamente il volto e che lascia scoperti solo gli occhi, oltre agli indumenti propri della Confraternita a cui appartengono. Tale copricapo è analogo a quelli portati delle Confraternite Spagnole durante la Settimana santa, specialmente quelle di Siviglia.

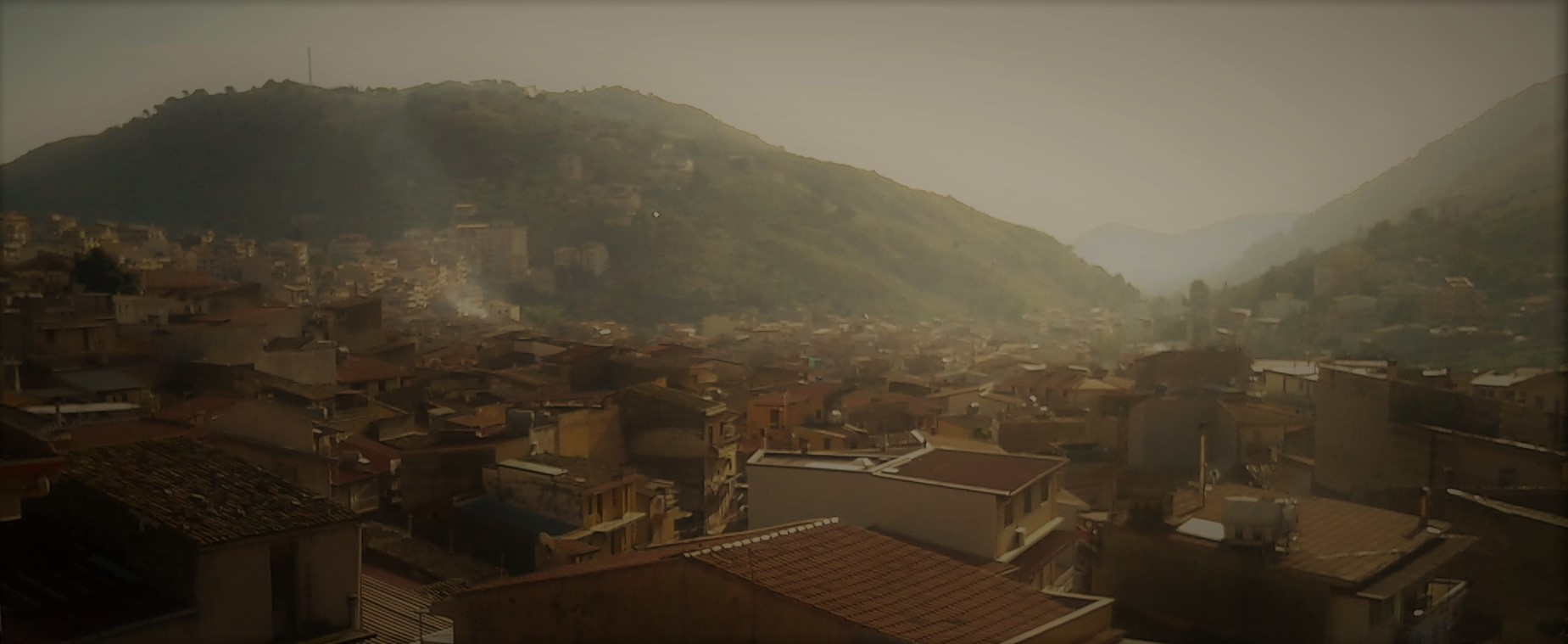
Veduta di Belmonte

I Tamburinai sono delle figure ancora molto vive nel folklore belmontese e annunciano con la loro presenza, determinandolo, il percorso di processioni che si svolgeranno per le vie nei giorni seguenti alla loro comparsa.
Il Corteo Nuziale dalla casa della sposa alla Parrocchia per le principali strade belmontesi, già caduto per qualche decennio in disuso, è stato ripreso recentemente in diversi casi da giovani coppie.
Nella settimana che comprende il 4 ottobre, festa di San Francesco D'Assisi è ormai tradizione portare i propri animali domestici alla celebrazione della Benedizione degli Animali, evento che riscuote grande apprezzamento in particolare da parte dei più piccini.
Nei giorni precedenti alle festività dell'Immacolata Concezione e del Santo Natale, nelle chiese belmontesi vengono inoltre eseguiti due rispettivi lunghi canti religiosi dialettali molto caratteristici prima delle Sante Messe(le Novene).

## Società

### Evoluzione demografica
Abitanti censiti

### Etnie e minoranze straniere
Secondo i dati ISTAT del 2011 i cittadini stranieri residenti a Belmonte Mezzagno sono 42.

### Religione
La  maggioranza della popolazione cittadina è cristiana cattolica di rito latino, appartenente ecclesiasticamente all'arcidiocesi di Palermo.
L'altra fede cristiana presente è quella evangelica,sono presenti tre comunità.
 Chiese Cristiane Evangeliche
- Chiesa Cristiana Evangelica A.D. I.
- Chiesa Cristiana Evangelica Gesù Vivè.
- Chiesa Cristiana Evangelica l'Emmanuele.[25].

## Economia

### Industria e artigianato
Nel territorio di Belmonte Mezzagno negli ultimi anni, ha avuto sviluppo il settore terziario e industriale: quest'ultimo consiste principalmente nelle aziende specializzate in ceramica e nell'utilizzo e raffinazione di materiali estratti a fini edilizi, vi è presenza di onice.

### Agricoltura
Il territorio è in alcuni punti impervio. Le colture principali sono l'olivo per la produzione di olio, le mandorle e i mandarini nella valle del Landro; radi sono i fichi d'India. In passato era sviluppata la coltivazione del frassino per la manna e il sommacco per la produzione di tannini e coloranti.

## Infrastrutture e trasporti
Belmonte Mezzagno è collegata a Palermo dalla strada provinciale 37 di Gibilrossa che valica il Monte Grifone ed è inoltre attraversata dalla strada provinciale 38 che conduce a Santa Cristina Gela, la strada provinciale 126 collega Belmonte Mezzagno con Misilmeri e termina nei pressi della strada statale 121 Palermo-Agrigento.
Una linea di trasporto pubblico assicura i collegamenti con il capoluogo regionale, secondo un itinerario che attraversa le frazioni di Gibilrossa e quella palermitana di Ciaculli.

## Amministrazione
| Periodo          | Periodo        | Primo cittadino     | Partito                     | Carica                    | Note |
| ---------------- | -------------- | ------------------- | --------------------------- | ------------------------- | ---- |
| 30 novembre 1997 | Novembre 2001  | Maurizio Milone     | L'Ulivo                     | Sindaco                   |      |
| Agosto 2001      | 2001           | Salvatore Di Franco |                             | Commissario straordinario |      |
| 25 novembre 2001 | Maggio 2007    | Giovanni Salerno    |                             | Sindaco                   |      |
| 13 maggio 2007   | Agosto 2011    | Saverio Barrale     | I Popolari di Italia Domani | Sindaco                   |      |
| Settembre 2011   | Gennaio 2012   | Margherita Rizza    |                             | Commissario straordinario |      |
| Gennaio 2012     | 7 maggio 2012  | Antonio Garofolo    |                             | Commissario straordinario |      |
| 8 maggio 2012    | 11 giugno 2017 | Pietro Di Liberto   | Partito Democratico         | Sindaco                   |      |
| 11 giugno 2017   | 12 giugno 2022 | Salvatore Pizzo     | Lista civica                | Sindaco                   |      |
| 12 giugno 2022   | in carica      | Maurizio Milone     | Partito Democratico         | Sindaco                   |      |

### Altre informazioni amministrative
Il comune di Belmonte Mezzagno fa parte delle seguenti organizzazioni sovracomunali:
- regione agraria n.6 Colline interne-Colline dell'Eleuterio[26]
- Unione dei comuni le quattro terre.[27]

## Cultura

### Istruzione

#### La Banda
Si hanno notizie di una banda belmontese fin dalla seconda metà dell'800, cioè da quando si registra un diffuso costituirsi di bande musicali in tutta l'Italia meridionale. Nel 1933 la Banda del dopolavoro di Belmonte Mezzagno ricevette la medaglia d'oro nel primo concorso provinciale. 
Continua a tutt'oggi la tradizione musicale belmontese con due formazioni: il complesso bandistico "Principe di Belmonte" e il complesso bandistico "Pietro Allotta".

#### Biblioteche
Dispone della biblioteca comunale "Giovanni Falcone", con sede in via John Kennedy

### Cinema
Belmonte Mezzagno ha ospitato il set di alcuni importanti film:
- Pietro Germi nel 1953 ha girato il film Gelosia[31] con Erno Crisa e Marisa Belli, tratto dal romanzo Il marchese di Roccaverdina.

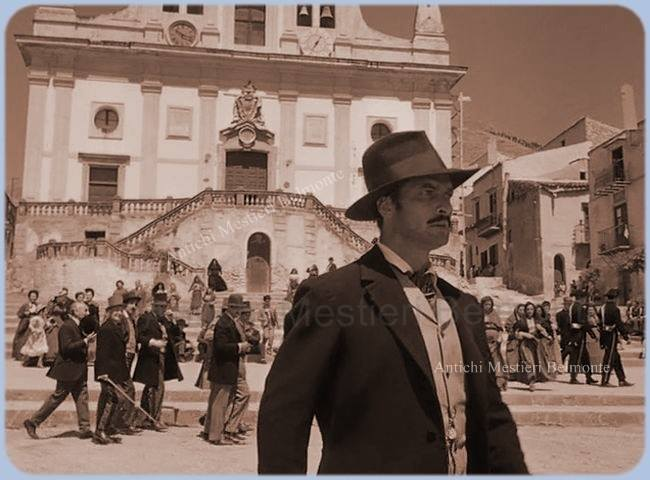
Erno Grisa in Gelosia

- Alberto Lattuada nel 1962 ha girato il film Mafioso[32] con Alberto Sordi e Norma Bengell.

Norma Bengell e Alberto Sordi in Mafioso

### Eventi
- Notte bianca: si svolge nel mese di settembre tra il sabato e la domenica, consiste nell'organizzazione di varie manifestazione e con l'apertura prolungata di negozi.

- Settembre in festa: durante il mese di settembre si svolge la festa patronale in onore del Santissimo Crocifisso che si festeggia il 14 settembre.Accanto alle celebrazioni religiose ci sono varie attività culturali, rassegne teatrali, tornei sportivi amatoriali, mostre e serate musicali.[33]
- Santa Lucia: si festeggia il 13 dicembre secondo il calendario; come di tradizione durante la giornata è di uso astenersi dal consumo di pane, al cui posto si consumano arancini, cuccia (grano bollito), e ceci. Alle prime ore dell'alba la banda musicale va girando per le vie del comune; la giornata termina quindi con la processione e fuochi d'artificio.
- Incontro di Pasqua: Cristo Risorto e la statua dell'Addolorata dopo una breve corsa si incontrano al centro della piazza, brevi istanti prima la Vergine Santa è privata del manto nero, scoprendo quello celeste sottostante. La statua inoltre è dotata di un meccanismo che la fa inginocchiare ed aprire le braccia al momento dell'incontro.

## Sport

### Calcio
La principale squadra della città è la Polisportiva Belmontese, i colori sociali sono amaranto, attualmente la società si occupa di calcio giovanile e partecipa con la prima squadra nel campionato di seconda categoria Sicilia. Il livello massimo raggiunto dal calcio belmontese sono tre campionati della categoria di Promozione Sicilia girone A.

### Badminton
Il badminton è molto praticato, in passato Belmonte è stata capitale del badminton in Italia, con gli scudetti della storica ASD Mediterranea, nel 2015 Belmonte è ritornata in serie a con la promozione della ASD Piume D'argento.

### Impianti sportivi
- Stadio comunale polivalente (contrada Ianselmo), realizzato agli inizi degli anni 80 a due chilometri circa dal centro della città, ha un campo da calcio in terra battuta, un campo da tennis, un campo da calcio a 5 entrambi in erba sintetica e una tribuna con una capienza di 1000 posti circa.